# Người Việt tại Angola
Cách đây 10 năm (kể từ 2013), đã có hàng ngàn người Việt sang Angola cư trú để làm ăn buôn bán, hoặc lao động như công nhân xây dựng, hoặc làm các nghề như bác sĩ, kỹ sư nông nghiệp. Trong một hai năm gần đây thì con số người ở đây đã tăng lên khoảng 45 ngàn người, phần lớn bơ vơ, làm việc bất hợp pháp.

## Những triệu phú đô la
Theo đại sứ Việt Nam ở Angola, có tới hơn 40 người Việt là triệu phú đô la hiện đang làm ăn tại Angola như Cường Viana, Phụng Avima, Đức Huambo, Thi Benguela, Thành Lubango...
Với nhiều thành công trên con đường kinh doanh, người Việt ngày càng có chỗ đứng cao trong xã hội Angola. Nhiều dự án lớn thầu các công trình xây dựng hàng chục triệu đô la, hay như năm 2006 ông Lê Thiết Thảo có thể xem là người giàu nhất Việt Nam.

## Tình trạng người lao động Việt ở Angola
Một số người sang Angola với visa du lịch, rồi ở lậu. Một số khác làm cho các công ty xây dựng Trung Hoa mà đã bán phần cho các nhà thầu Việt.
Vì chính phủ 2 nước chưa có hiệp định chính thức về hợp tác lao động nên Đại sứ quán Việt Nam tại Angola chỉ có thể hỗ trợ trong trường hợp có thương vong.